# Bureaucratie de verre
La bureaucratie de verre est un concept créé par Pierre-Yves Gomez pour définir la nouvelle forme de bureaucratie caractéristique des années 2000. Ces firmes produisent et communiquent des informations économiques et financières normalisées à destination des marchés financiers. Dans ce dessein, elles s'imposent la transparence. Pour les théoriciens du marché, il s'agit d'une condition d’efficience qui nécessite l’homogénéisation des ratios financiers nécessaires pour comparer les entreprises entre elles. La question que pose alors Gomez est de savoir qui organise l'entreprise à partir de cette exigence et quel pouvoir il permet de légitimer et d'exercer. 
La tendance de la théorie des organisations est de nier le pouvoir des hiérarchies internes contre l'influence des marchés tout-puissants. Cette idée s'oppose à la théorie classique de John Kenneth Galbraith sur la technostructure (Le Nouvel État industriel, 1967). Celui-ci avait montré que le véritable pouvoir dans les grandes entreprises était détenu non par les actionnaires et les dirigeants mais par la technostructure. Cette thèse célèbre a été battue en brèche par les économistes néolibéraux - tel que Milton Friedman et l’école de Chicago - qui considéraient que les actionnaires et les marchés financiers imposaient leurs lois aux entreprises et avaient donc fait disparaitre la technostructure typique des grandes entreprises de la période fordienne. L'apport de Gomez est de montrer que cette technostructure continue d'exister et qu'elle s'est même renforcée en opérant une mutation : les financiers remplacent les ingénieurs et une nouvelle bureaucratie s'impose composée de contrôleurs de gestion, de responsables de la communication financière, de directeurs financiers, d’auditeurs internes, de contrôleurs de risques et de différentes fonctions financières. 
Retrouvant les résultats de Neil Fligstein (The transformation of Corporate Control, 1990) sur l'évolution de l'entreprise américaine, Gomez conclut que l'entreprise financiarisée n'est pas moins mais plus bureaucratique que l'entreprise fordienne. À partir des années 1980, les directeurs de production sont remplacés par les directeurs financiers dans les conseils de direction américains. En revanche, au lieu de fonder son pouvoir sur une rationalisation des outils de gestion industrielle et une métrique des objets, la nouvelle bureaucratie de verre le fonde sur des outils financiers et comptables et des objectifs de profit. Contrairement donc à la doxa qui suppose depuis la théorie de l'agence la suprématie des marchés pour contrôler l'entreprise tel que Oliver Williamson l'avait théorisée, on assisterait plutôt à un renforcement de la bureaucratie à la Max Weber dont le pouvoir consiste à assurer la "transparence" vis-à-vis des marchés quitte à rendre le travail réel invisible.